# 타일러 제임스 윌리엄스
타일러 제임스 윌리엄스(Tyler James Williams, 1992년 10월 9일 ~ )는 미국의 배우이다. 2005년부터 2009년까지 The CW 시트콤 《크리스는 괴로워》에서 주인공 크리스 역을 연기했다. 2021년부터 ABC 시트콤 《애봇 초등학교》에 출연하고 있으며, 이를 통해 2023년 제80회 골든 글로브상 텔레비전 시리즈 부문 남우조연상을 수상하고 프라임타임 에미상 후보에 두 차례 올랐다.

## 출연 작품

### 영화
- 성탄절 전야의 공항 대소동 (2006)
- 리틀 야구왕 앤디 (2006)
- 앤트 불리 (2006) - 애니메이션
- 렛 잇 샤인 (2012, Let It Shine)
- Peeples (2013)
- 캠퍼스 오바마 전쟁 (2014)
- 디트로이트 (2017)
- 마라가 큰 결정을 해야 해 (2019)
- 빌리 홀리데이 (2021)

### 텔레비전
- 새터데이 나이트 라이브 (1999-2003)
- 세서미 스트리트 (2000)
- 로앤오더: 성범죄 전담반 (2005)
- 크리스는 괴로워 (2005-09)
- 트루 잭슨 (2009)
- 배트맨 더 브레이브 (2010) - 애니메이션
- 하우스 (2011)
- 고 온 (2012-13)
- 워킹 데드 (2014-15)
- 볼러스 (2015)
- 크리미널 마인드 (2015)
- 크리미널 마인드: 국제범죄수사팀 (2016-17)
- 친애하는 백인 여러분 (2018)
- 애봇 초등학교 (2021-현재)